# Бивердејл (Ајова)
Бивердејл (енгл. Beaverdale) насељено је место без административног статуса у америчкој савезној држави Ајова.

## Демографија
По попису из 2010. године број становника је 952.
| Група             | 2000.    | 2010.       |
| Белци             | 0 (0,0%) | 898 (94,3%) |
| Афроамериканци    | 0 (0,0%) | 14 (1,5%)   |
| Азијати           | 0 (0,0%) | 2 (0,2%)    |
| Хиспаноамериканци | 0 (0,0%) | 17 (1,8%)   |
| Укупно            | 0        | 952         |